# Лани, Жан-Бартельми
Жан-Бартелеми́ Лани́ (фр. Jean-Barthélemy Lany; 24 марта 1718, Париж — 29 марта 1786, Париж) — французский балетный артист и балетмейстер.

## Биография
Отец: балетный танцор Жан Лани. Сестра: танцовщица Луиз-Мадлен Лани (Louise-Madeleine Lany; 1733—1777).
Дебютировал с большим успехом в Королевской академии музыки в 1740 году, а уже через три года был приглашен в Берлин в королевский дворец Фридриха II для постановки балетов танцовщице Барбарине, которая в то время проживала там и пользовалась большими привилегиями при королевском дворе. Там же в его постановках танцевал и молодой Ж.-Ж.Новерр, приглашенный в Германию после первого же удачного выступления в Фонтенбло. При германском дворе Лани проработал с 1843 по 1747 год и вернулся обратно в Париж (в это время он знакомится с прибывшей в Париж Терезой Вестрис, ставшей его любовницей). И в 1748 году был приглашен опять в Королевскую академию музыки, но уже в качестве директора-балетмейстера, и занимал эту должность до 1768 года (сайт LE BALLET D’ACTION дает дату 1766 г.). Ставил танцы и выступал в операх-балетах и лирических трагедиях в основном на музыку композитора Рамо. Лани создал новый, пастушеский, или «пейзанский», стиль танцевального исполнения.
Помимо работы там Лани ставил балеты при французском дворе в Версале в течение 1762—1773, а затем в 1773 и 1775 гг. работал в Турине и Лондоне.
Вернувшись в Париж, занялся педагогической деятельностью. Среди учеников: его сестра  Луиза-Мадлена, Максимилиан Гардель и Жан Доберваль.
Среди поставленных им балетов:
- 1742 — «Ипполит и Арисия» на музыку композитора Рамо.
- 1747 — «Исмена» на музыку Ф.Ребеля и Франкёра
- 1748 — «Пигмалион» на музыку Рамо.
- 1749 — Platée на музыку Рамо.
- 1749 — «Зороастр» (Zoroastre) на музыку Рамо.
- 1757 — «Неожиданности любви» на музыку Рамо.
- 1760 — Les Paladins
- 1769 — «Омфала» на музыку Кардонна

Был членом Королевской академии танца.
Новерр, отмечая музыкальную отточенность танца Лани, как балетмейстеру давал ему характеристику весьма нелестную, он считал его посредственным хореографом, лишенным воображения, талантливые исключения составляли лишь те дивертисменты, которые он ставил сам для себя.